# Feministisk antropologi
Den feministiska antropologin utvecklades som forskningsfält under 1970-talet, då en period av snabb samhällsförändring väckte kritik mot de tidigare dominerande teoretiska inriktningarna inom antropologisk forskning. Funktionalistiska och strukturalistiska modeller ansågs vara alltför klumpiga och otillräckliga för att förklara de förändringar som skett såväl politiskt, ekonomiskt som socialt under det gångna decenniet. Som en reaktion på förändringarna växte social aktivism fram tillsammans med nya, postmoderna tankar och idéer, däribland feminism . Med den nya tidens antropologi lyfte antropologerna fram minoriteter och förtryckta, de som tidigare inte hörts, däribland kvinnorna . Äldre stora antropologer, till exempel Bronislaw Malinowski, fick kritik för att i sina etnografiska studier haft ett alltför androcentriskt perspektiv och försummat kvinnans roll i samhället. Kvinnan hade beskrivits av män, för män.
Annette Weiner gjorde ett fältarbete på Trobrianderna, liksom Malinowski, men med ett kritiskt förhållningsätt till tidigare arbeten och med fokus på genus och könsrelationer .
En forskare vars arbete haft stor betydelse för feministisk antropologisk teori är Sherry Ortner. Hennes artikel "Is female to male as nature is to culture?" från 1974, lägger fram en teori om kvinnlig underordning förklarad med Claude Lévi-Strauss idéer om binär opposition. Kvinnlig underordning ses här som något knutet till tanken om att könen är varandras motpoler, som i sin tur förknippas med andra motpoler, som natur och kultur. Kvinnan förknippas med naturen på grund av sina biologiska funktioner, till exempel menstruation och barnafödande, medan mannen knyts till kulturen. Könsskillnader förklaras med att kultur värderas högre än natur, och på så vis blir kvinnan lägre stående än mannen . Tanken om att kvinnlig underordning är något universellt har till stor del övergivits inom dagens feministiska antropologi. Ortners tidigare syn på struktur har ersatts av teorier om strukturer som sociala konstruktioner .
Även antropologen Oyèrónké Oyĕwùmí går emot att kvinnlig underordning och genus skulle vara ett universellt fenomen. Hon menar att det inom västvärlden är biologi som är grunden för genus och att detta har spridit sig till andra delar av världen. Oyewùmí har gjort fältarbete i Yorùbá, där hon menar att genus- och statusrollerna är föränderliga, till skillnad från i västvärlden där genus blivit oföränderligt eftersom de fysiska kropparna fått tolkningsföreträde.
En viktig aspekt inom den andra vågen av feministisk antropologi var idén om att genus är socialt konstruerat.  Detta blev grundläggande inom genusforskningen. För att förstå hur genus var socialt och kulturellt konstruerat inom varje samhälle studerade antropologer inom feministisk antropologi släktskap . Fokus har också legat på makt, hierarkier och sociala statuspositioner sett ur ett genusperspektiv. Teoretiker som Foucault och Bourdieu har inspirerat. Marilyn Strathern framförde under 1980-talet kritik mot hur feminismen och antropologin förenades. Hon menade att vetenskaperna inte gick att kombinera eftersom de var strukturerade på helt skilda sätt, och att förhållandet till de människor de studerade var olika. .